# Dolina Coa
Dolina Côa v severovzhodni Portugalski blizu meje s Španijo je območje predzgodovinske skalne umetnosti na prostem.
Skalne gravure v Vila Nova de Foz Côa so odkrili v 90. letih 20. stoletja med gradnjo jezu na reki Côa. V dolini je več tisoč gravur konj, goveda in drugih živali, ljudi in abstraktnih figur, vklesanih v obdobju od leta 22.000 do 10.000 pr. n. št. 
Najdišče so pregledali arheologi in drugi specialist Unesca in drugih ustanov. Portugalska vlada, izvoljena leta 1995, je pod pritiskom portugalske in svetovne javnosti sklenila, da projekt gradnje jezu ustavi.
Od leta 1995 gravure preučujejo arheologi in jih katalogizirajo. V ta namen je bil  ustanovljen Arheološki park doline Coa (portugalsko Parque Arqueológico do Vale do Côa) in zgrajen Muzej Coa.
Leta 1998 je bila dolina Coa vpisana na Unescov seznam svetovne dediščine. Leta 2010 je bila dediščina razširjena na bližnjo Siego Verde v Španiji.